# John Cook
Pour les articles homonymes, voir Cook.
John Edwin Cook est un abolitionniste américain né en 1830 à Haddam, dans le Connecticut, et exécuté par pendaison le 16 décembre 1859 à Charles Town, alors en Virginie. Mobilisé contre l'esclavage  aux côtés de John Brown, il s'installe à Harpers Ferry en prévision du raid contre la ville que celui-ci entend mener. Il participe ensuite à l'attaque elle-même et, lorsqu'elle tourne mal, parvient à s'échapper jusqu'en Pennsylvanie, où il est capturé près de Mont Alto.